# Pedro Inguanzo Rivero
Pedro Inguanzo Rivero (Llanes, 22 dicembre 1764 – Toledo, 30 gennaio 1836) è stato un cardinale e arcivescovo cattolico spagnolo.

## Biografia
Nacque a Llanes il 22 dicembre 1764 in una famiglia della bassa nobiltà. Era il decimo dei tredici figli di Antonio José de Inguanzo Posada e di María Teresa Rivero y Valdés.
Papa Leone XII lo elevò al rango di cardinale nel concistoro del 20 dicembre 1824.
Morì il 30 gennaio 1836 all'età di 71 anni.

## Genealogia episcopale e successione apostolica
La genealogia episcopale è:
- Cardinale Scipione Rebiba
- Cardinale Giulio Antonio Santori
- Cardinale Girolamo Bernerio, O.P.
- Arcivescovo Galeazzo Sanvitale
- Cardinale Ludovico Ludovisi
- Cardinale Luigi Caetani
- Cardinale Ulderico Carpegna
- Cardinale Paluzzo Paluzzi Altieri degli Albertoni
- Cardinale Gaspare Carpegna
- Cardinale Francesco Acquaviva d'Aragona
- Arcivescovo Carlos Borja Centellas y Ponce de León
- Arcivescovo Luis de Salcedo y Azcona
- Arcivescovo Andrés Mayoral Alonso de Mella
- Vescovo Felipe Beltrán Serrano
- Vescovo Agustín Rubín Cevallos
- Vescovo Francisco de Cuerda
- Vescovo José Antonio Sáenz Santamaría
- Arcivescovo Blas Joaquín Álvarez de Palma
- Cardinale Pedro Inguanzo Rivero

La successione apostolica è:
- Vescovo Tomás La Iglesia España (1825)
- Vescovo Manuel Martínez Ferro, O. de M. (1825)
- Vescovo Antonio Pérez de Hirias (1825)
- Vescovo Dionisio Castaño y Bermúdez (1825)
- Vescovo Jacinto Rodríguez Rico (1826)
- Arcivescovo Pablo García Abella, C.O. (1827)